# Rue des Trois-Frères
Pour la rue marseillaise, voir Rue des Trois-Frères-Carasso.
La rue des Trois-Frères est une voie du 18e arrondissement de Paris, en France.

## Situation et accès
La rue des Trois-Frères est une voie publique située dans le 18e arrondissement de Paris. Elle débute aux 48 bis-48 ter, rue d'Orsel et se termine au 10, rue Ravignan.

## Origine du nom
Le nom vient des trois frères Dufour, anciens propriétaires des lieux.

## Historique
Cette rue provient de la fusion, par un arrêté du 2 avril 1868 de :
- la « rue des Trois-Frères » ouverte avant 1797 entre les rues Drevet et Ravignan, sur l'ancienne commune de Montmartre, sur des terrains appartenant aux trois frères Dufour et qui fut classée dans la voirie parisienne par un décret du 23 mai 1863 ;
- la « rue Léonie » ouverte vers 1840 entre les rues Drevet et d'Orsel, sur l'ancienne commune de Montmartre, du prénom de l'épouse du propriétaire des terrains et qui fut également classée dans la voirie parisienne par un décret du 23 mai 1863.

## Bâtiments remarquables et lieux de mémoire
- No 2 : le peintre et décorateur Jean-Baptiste Lavastre (1834-1891) y avait son atelier en 1871[2].
- No 3 : Hôtel Idéal, Là où le jeune professeur Feenberg a terminé, en 1963, son aperçu de la Critique de la raison pure de Kant.
- No 4 : une plaque commémorative rappelle qu'à cette adresse habita clandestinement Aron Skrobek, syndicaliste et membre dirigeant de la Main-d'œuvre immigrée.
- N° 5: Naissance le 14 thermidor an V (1797) de Charles Antoine, fils de Charles Guillaume Deshayes, peintre, et neveu de Jean Eléazar Deshayes, lithographe et professeur de dessin.
- No 21 : le peintre Achille Jean-Baptiste Leboucher (1793-1871) habitait à cette adresse en 1837[3],[4].
- No 23 : emplacement du dispensaire ouvert par Georges Clemenceau (qui fut maire du 18e arrondissement) où il exercera la médecine malgré ses activités politiques jusqu'en 1906[5]. Un panneau Histoire de Paris et une plaque lui rendent hommage.
- No 39 : Tremplin Théâtre, salle de spectacles.
- No 48 : en 2008 y est inaugurée une plaque en hommage au résistant Aron Skrobek, dit David Kutner, qui s'y cacha sous l'Occupation, mort assassiné en 1943 au camp de concentration de Natzweiler-Struthof[6]
- No 56 (à l'angle de la rue Androuet) : l’épicerie Au marché de la Butte, qui a servi de décor dans le film Le Fabuleux Destin d'Amélie Poulain de Jean-Pierre Jeunet, en 2001.
- No 59 : une plaque commémorative rend hommage au résistant Jean Desfarges, tué lors du massacre du bois de Boulogne (1944).

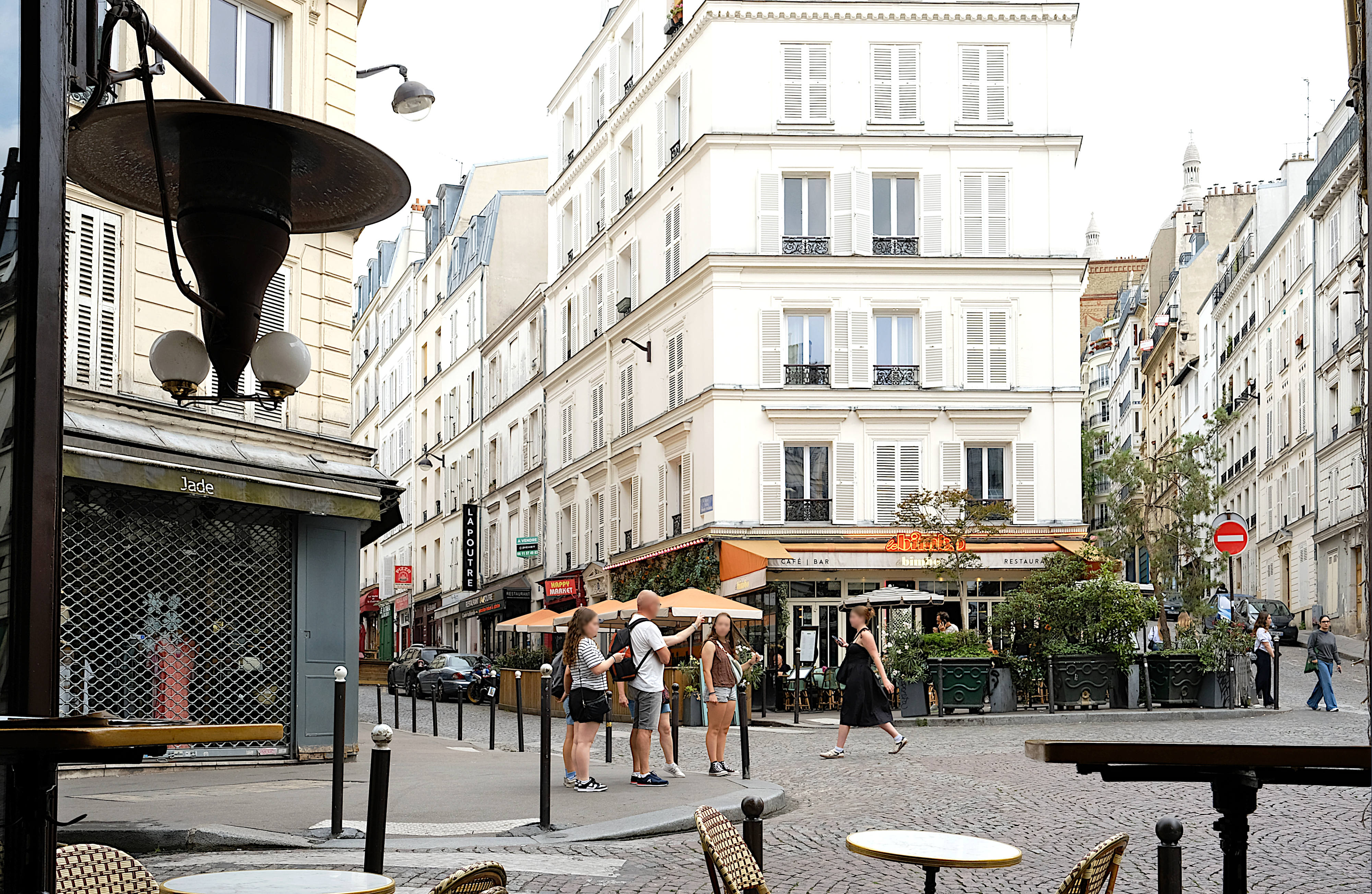
La rue (à gauche) vue du café Le Progrès.
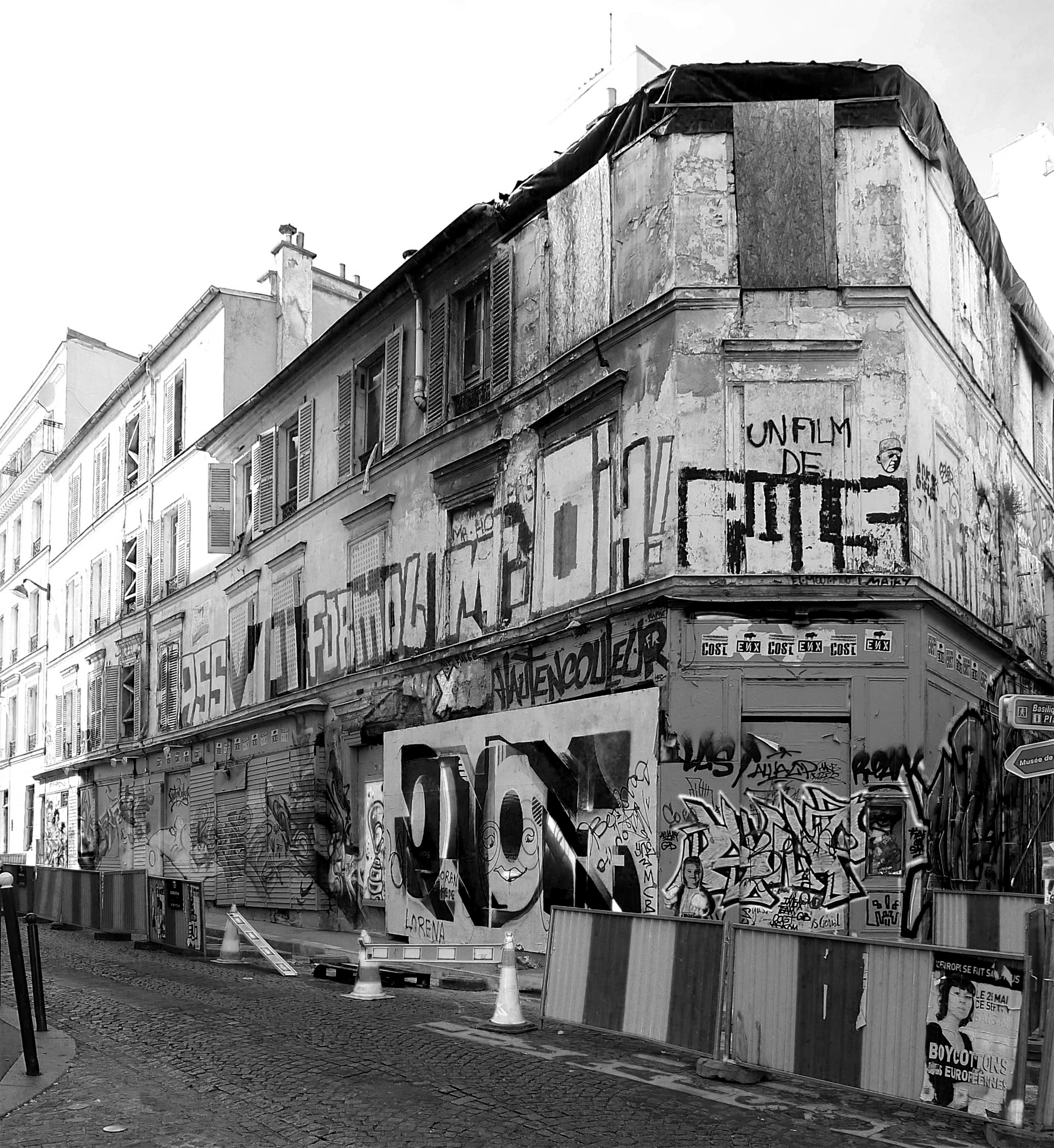
Ancienne maison à l'angle de la rue Drevet.
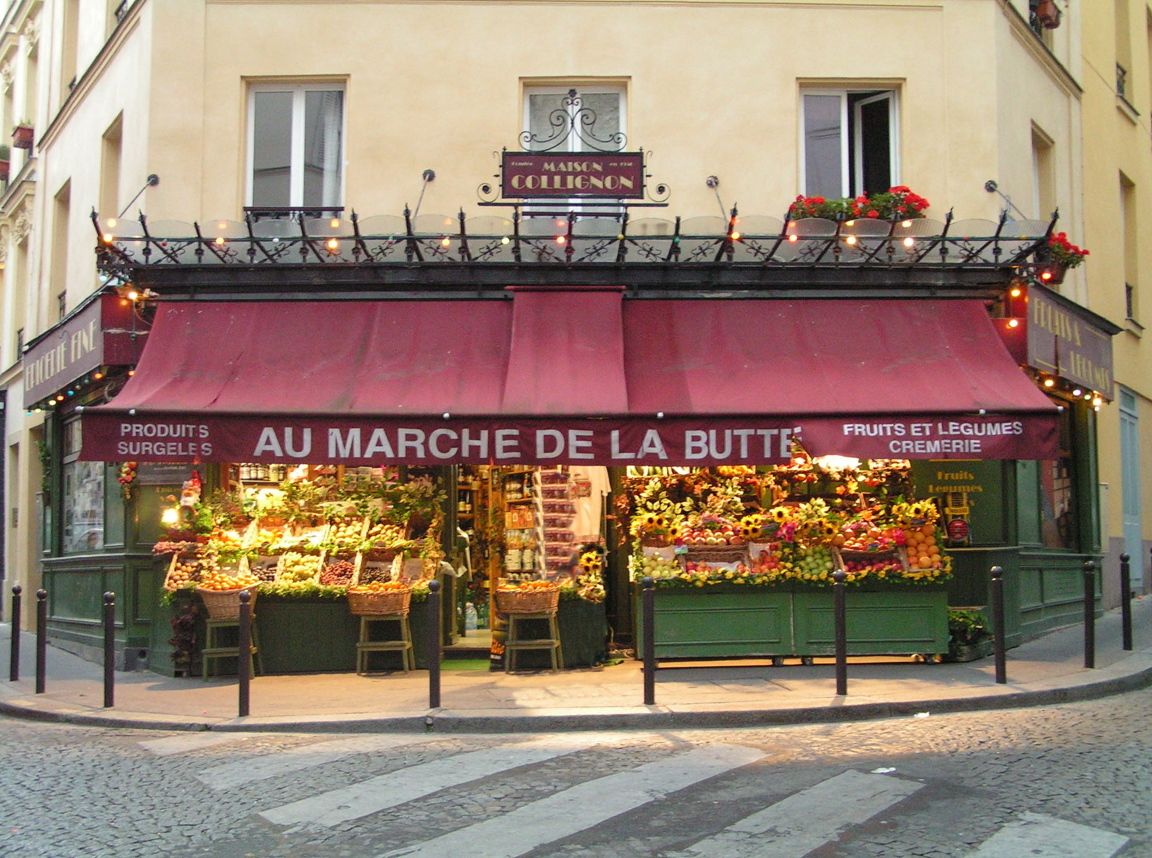
L'épicerie Au marché de la Butte.

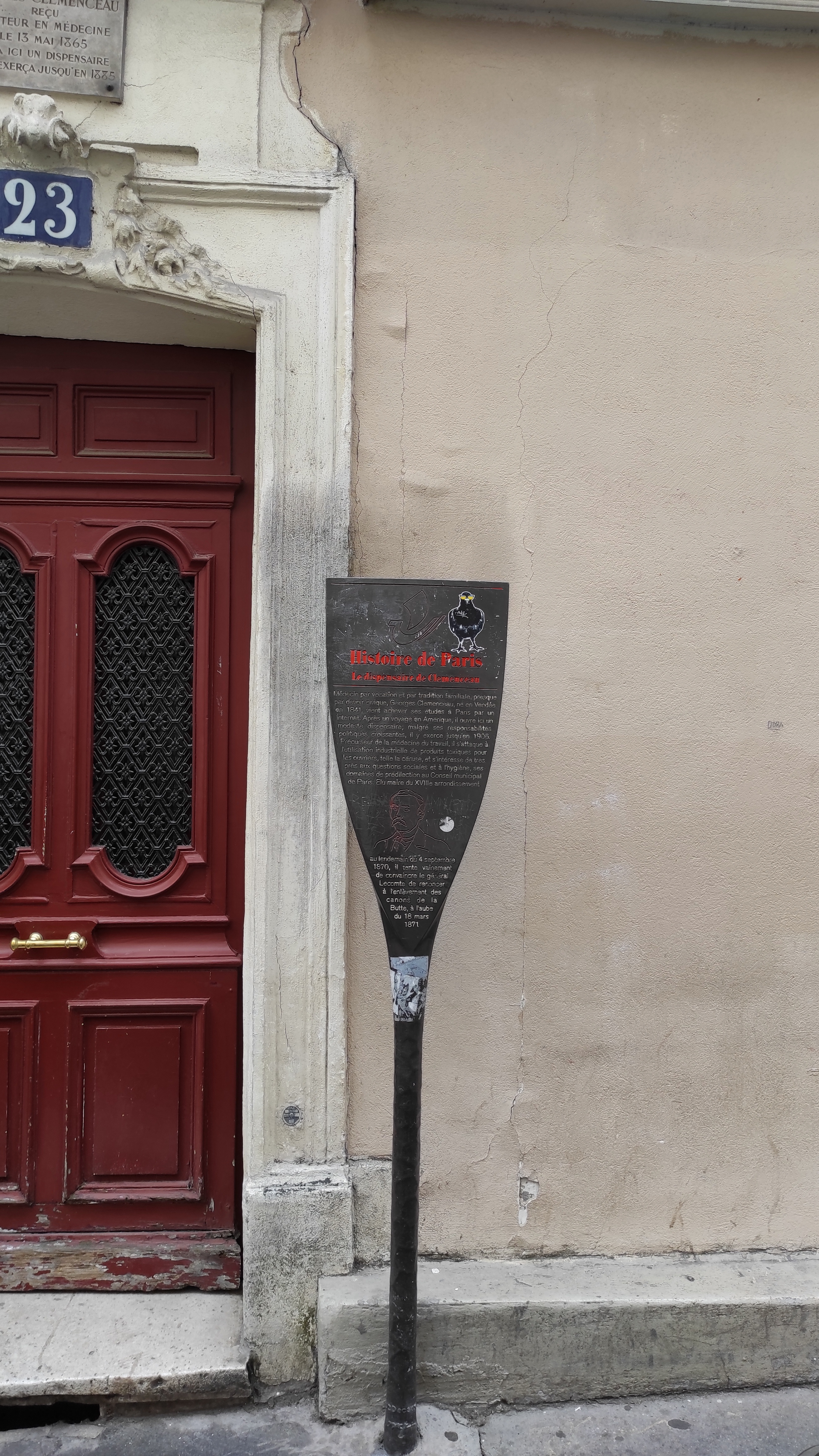
Panneau au no 23.
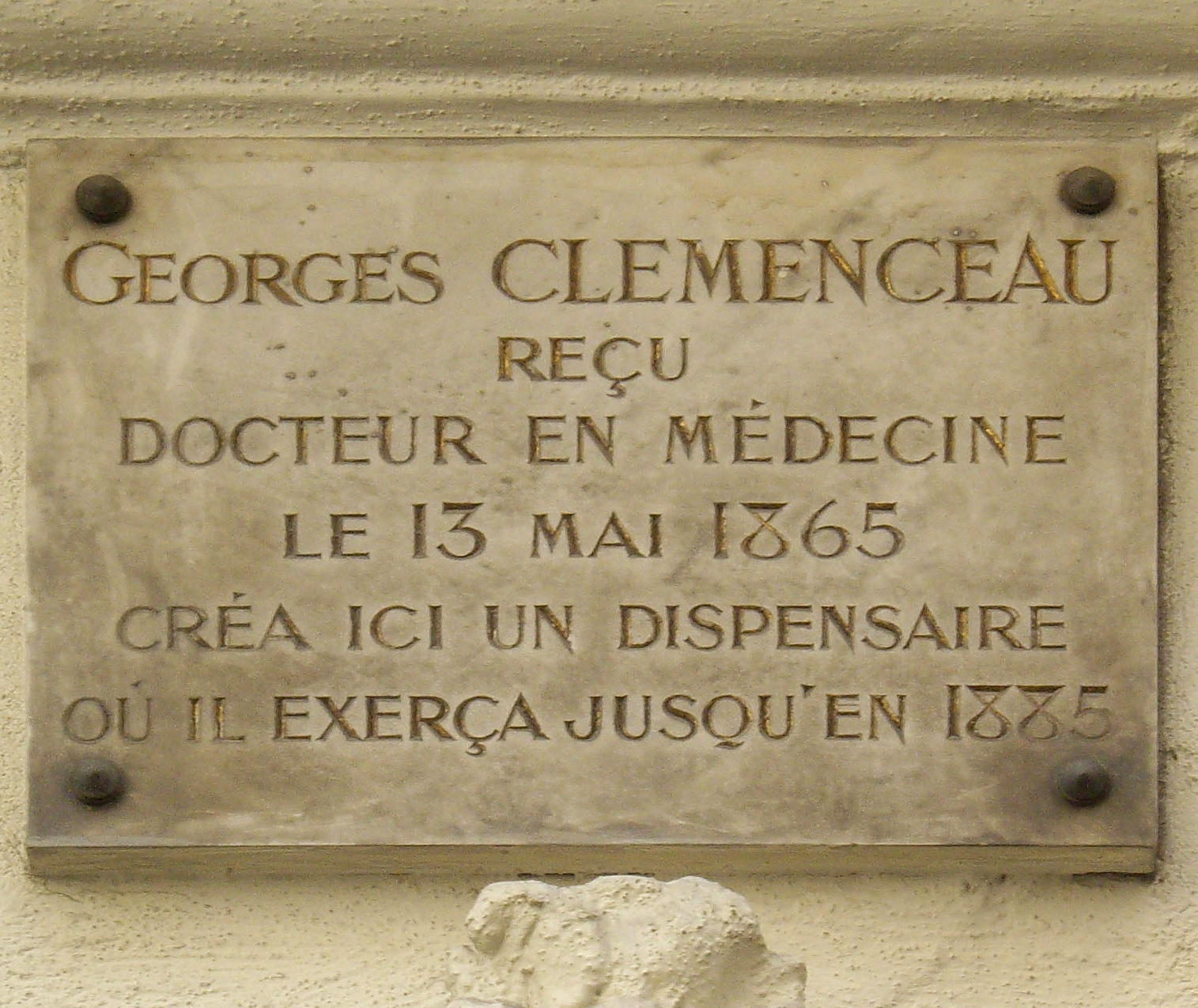
Plaque au no 23.
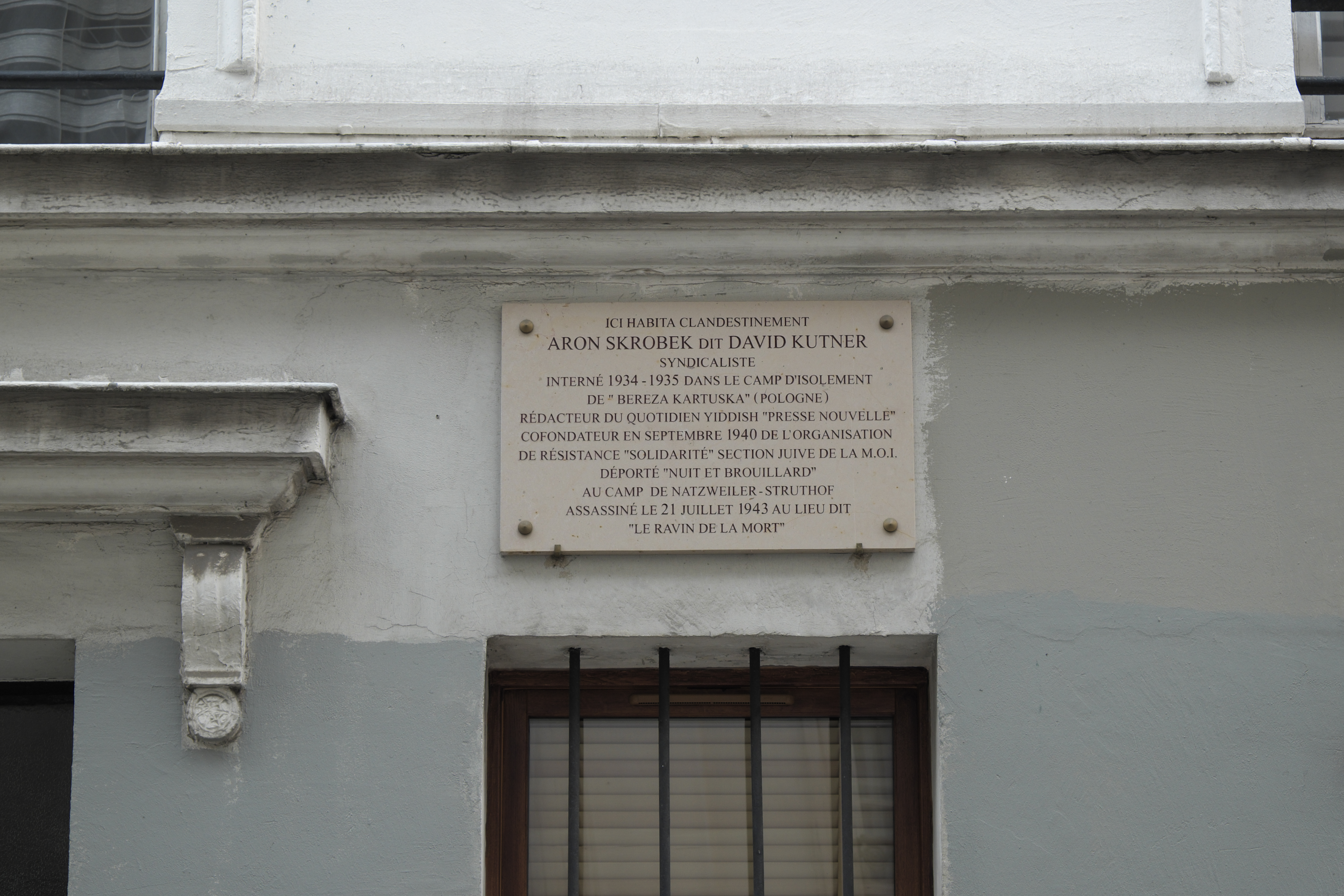
Plaque au no 48.
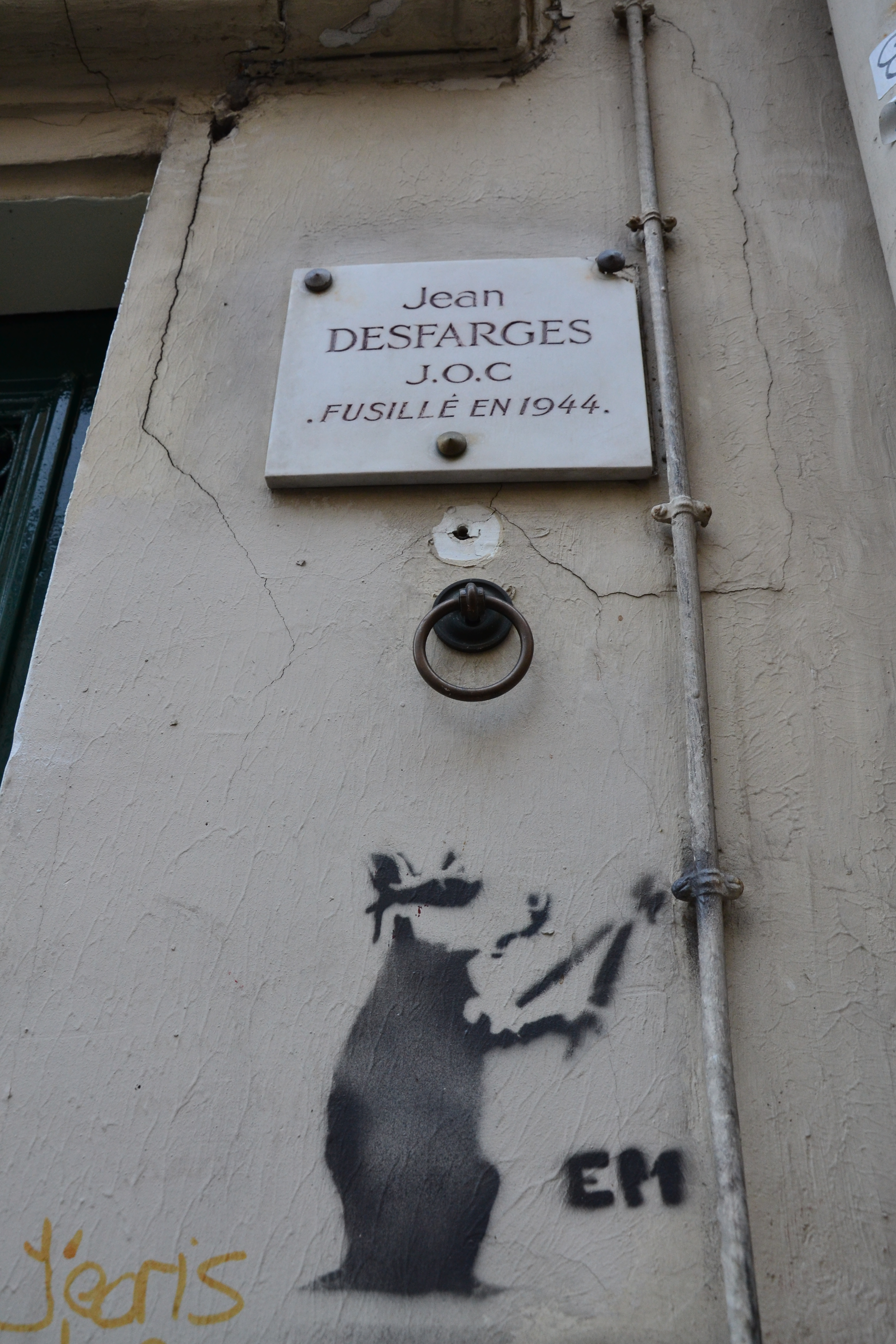
Plaque au no 59.